# Хиджра (каста)
Хи́джра (урду حجڑا‎, хинди हिजड़ा) — одна из каст неприкасаемых в Индии, Бангладеш и Пакистане, в которую входят представители «третьего пола»: это община трансгендерных женщин, интерсекс-людей, бисексуалов, гомосексуалов и кастратов. Они одеваются и ведут себя как женщины, называют себя женским именем. Многие хиджры поклоняются богине Бахучара Мата — одной из многих форм матери-Богини. Численность хиджр, по разным оценкам, колеблется от 50 тысяч до 5 миллионов.

## Наименования
Существует множество синонимичных названий этих людей, однако они могут подразумевать и некоторые различия в статусе — в зависимости от региона, например, в штате Уттар-Прадеш их называют кхунса, кходжа, кусра, мукхама, в Андхра-Прадеш — кхада, котхи, в Гуджарате — парайя, фатада, чхаки. Хотя словом котхи обычно обозначают другую социальную группу — принимающих (пассивных) гомосексуалов.

## Гендерное и половое разделение
Согласно обычаю, лицо становится настоящим хиджрой, пройдя через ритуал кастрации, обычно от рук другого более старшего члена общины (операция считается незаконной в Индии и проводится в частных домах в кустарных условиях).

## Социальный статус и экономические условия
Хиджры имеют культовый статус: бездетные женщины просят у них благословения, хиджры приходят (часто без приглашения) на свадьбы, празднования по случаю рождения мальчика, принимают участие в переездах. Они поют и танцуют, требуя за это «бадхаи» — своеобразное вознаграждение за благословение. В противном случае они угрожают наложить проклятие, сделав мужчин импотентами, а женщин — бесплодными. Многие хиджры часто зарабатывают на жизнь проституцией, попрошайничеством или мошенничеством.
Хиджры в большинстве являются индуистами, меньшинство составляют мусульмане. Они склонны жить вместе в общинах, или «домах», внутри которых существует чёткое распределение ролей и система поддержки. Около 20 % хиджр имеют семью — женаты на женщинах и даже имеют детей.

### Индия
Во время очередной переписи населения в Индии хиджры потребовали признать их третьим полом, отказываясь регистрироваться как «мужчины» или «женщины». В июне 2001 года в городе Ратх был созван Общенациональный конгресс хиджр, заявивший о политических притязаниях на местном, региональном и общеиндийском уровне.
В апреле 2014 года Верховный суд Индии официально признал хиджра и трансгендерных людей третьим полом.